# ویسبادن-سوننبرگ
ویسبادن-سوننبرگ (به آلمانی: Wiesbaden-Sonnenberg) یک منطقهٔ مسکونی در آلمان است که در ویسبادن واقع شده‌است. ویسبادن-سوننبرگ  ۸٬۰۲۳ نفر جمعیت دارد.

## نگارخانه

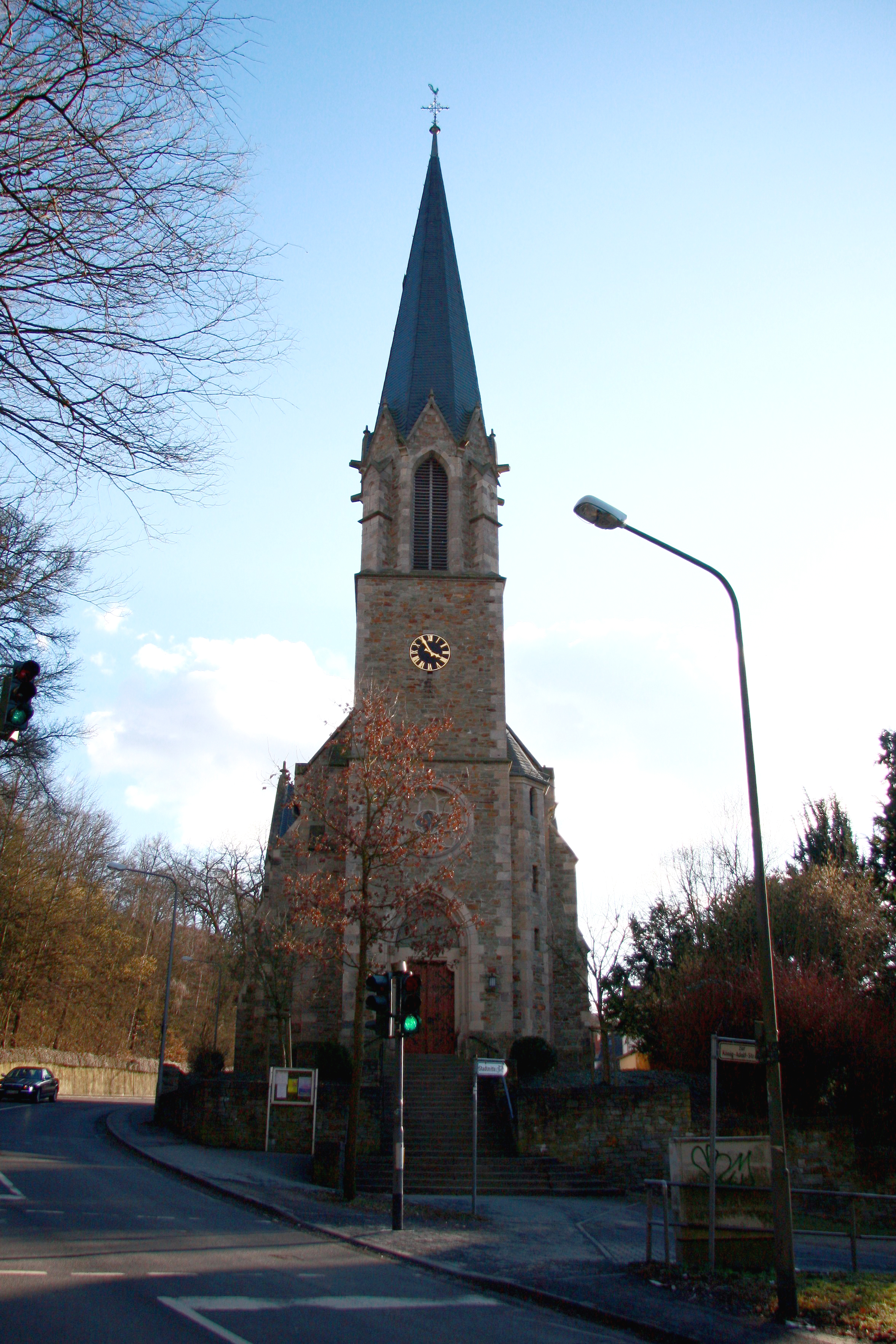
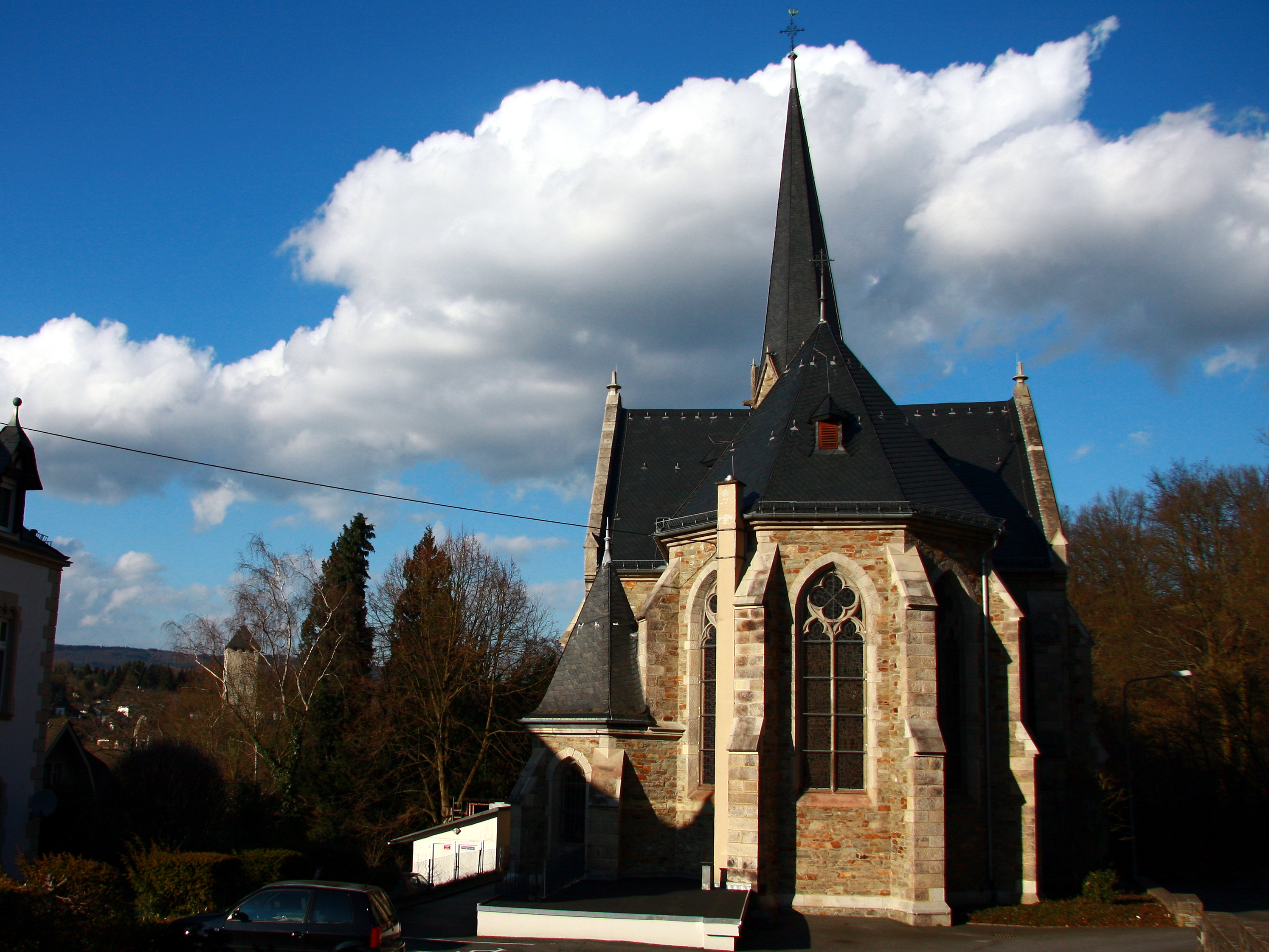